# Marie-Laure N'Draman
Marie-Laure N'Draman, née le 8 mai 1987, est une taekwondoïste ivoirienne.

## Carrière
Marie-Laure N'Draman remporte la médaille d'argent dans la catégorie des moins de 55 kg aux Championnats d'Afrique de taekwondo 2005 à Antananarivo.